# Danh sách vườn quốc gia tại Seychelles

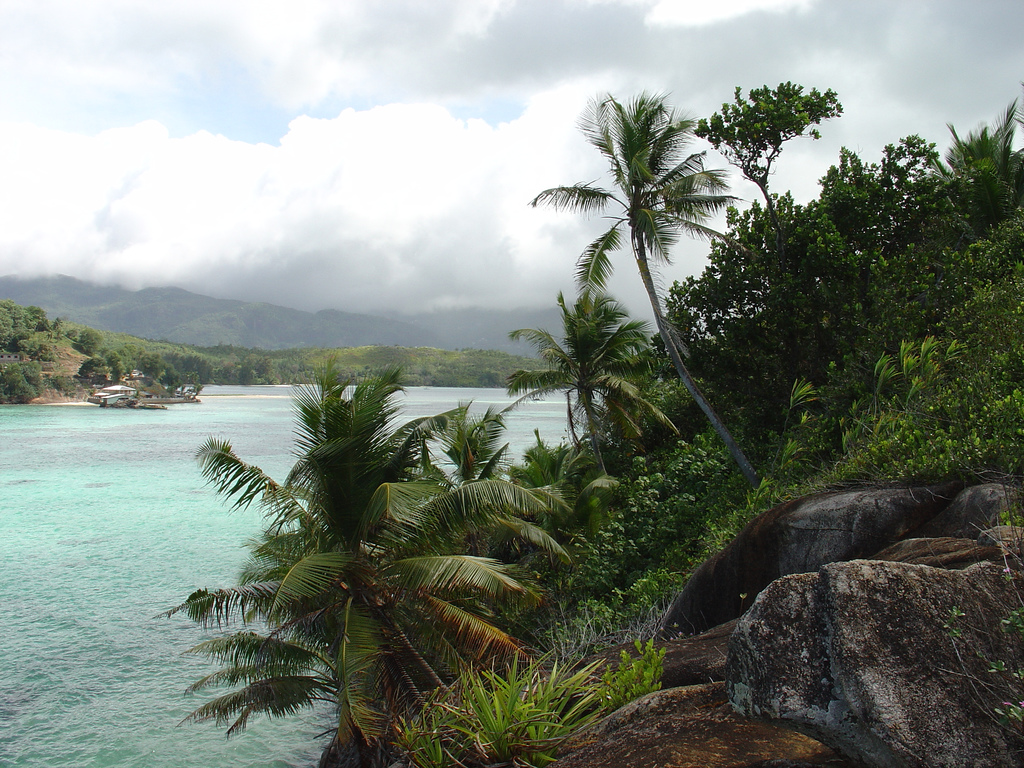
Đảo Moyenne trong Vườn quốc gia biển Ste Anne

Seychelles bao gồm có 2 vườn quốc gia trên đất liền và 6 vườn quốc gia biển. Các vườn quốc gia được quản lý bởi Ủy ban Môi trường Quốc gia Seychelles (SNEC) trực thuộc Bộ Môi trường

## Danh sách
- Vườn quốc gia Morne Seychellois
- Vườn quốc gia Praslin
- Vườn quốc gia Ramos
- Vườn quốc gia biển Baie Ternay
- Vườn quốc gia biển Curieuse
- Vườn quốc gia biển Ile Coco
- Vườn quốc gia biển Port Launay
- Vườn quốc gia biển Đảo Silhouette
- Vườn quốc gia biển Ste Anne